# Marielle Franco
Marielle Francisco da Silva, bekend als Marielle Franco (Rio de Janeiro, 27 juli 1979 – aldaar, 14 maart 2018) was een Braziliaans politicus, socioloog, feminist en mensenrechtenactivist. Ze was van januari 2017 tot haar dood in maart 2018 raadslid voor de linkse Partido Socialismo e Liberdade (PSOL) in de gemeenteraad van Rio de Janeiro.

## Levensloop
Franco werd geboren in een sloppenwijk en groeide samen met haar zus op in Maré, een van de grootste krottenwijkcomplexen van Rio de Janeiro, waar ze tot haar dood is blijven wonen. 
In 2000 kwam een van haar vriendinnen om het leven door een verdwaalde kogel tijdens een schotenwisseling tussen de politie en gewapende criminele bendes; haar dood was voor Franco aanleiding zich bezig te houden met de mensenrechten. In 2002 ging ze sociale wetenschappen studeren aan de Katholieke Universiteit van Rio de Janeiro. Ze behaalde een mastergraad openbaar bestuur aan de Federale Universiteit Fluminense.
Franco identificeerde zich met de LGBT-gemeenschap. Ze was uitgesproken kritisch over het gewelddadige optreden van de nationale politie en aan de politie gelieerde milities in de krottenwijken van Rio de Janeiro. 
Tijdens de gemeenteraadsverkiezingen van 2016 kreeg ze 46.500 voorkeurstemmen en behoorde daarmee tot de vijf populairste kandidaatraadsleden in Rio de Janeiro.

## Dood
Op 14 maart 2018 werden Franco en haar chauffeur, Anderson Pedro Gomes, doodgeschoten terwijl ze in het centrum van Rio de Janeiro reden. Haar dood werd algemeen veroordeeld in Brazilië en leidde tot protestdemonstraties in minstens tien Braziliaanse steden.
Een jaar na haar moord zijn twee voormalige politiemannen op 12 maart 2019 in Rio de Janeiro gearresteerd. Eén agent werd veroordeeld als  schutter, de ander had de auto vanwaaruit dat gebeurde bestuurd. De twee, Ronnie Lessa en Elcio de Queiroz, kregen respectievelijk 78 jaar en 9 maanden en 59 jaar en 8 maanden gevangenisstraf opgelegd.
In maart 2024 werden drie verdachten opgepakt die voor de moord op Franco opdracht zouden hebben gegeven.